# Noventa Padovana
Noventa Padovana là một đô thị thuộc tỉnh Padova vùng Veneto, located about 30 km về phía tây của Venezia và cách khoảng 7 km về phía đông của Padova. As of 7 December 2007, đô thị này có dân số 10.135 người và diện tích 7.2 km².
Noventa Padovana giáp các đô thị: Padova, Stra, Vigonovo, Vigonza.